# Alvin Loftes
Alvin Hjalmar Loftes (né le 1er janvier 1890 à Providence aux États-Unis et mort en juillet 1971 à Narragansett) est un coureur cycliste sur piste et sur route américain des années 1910.

## Biographie
En 1912, il termine 11e de la course sur route, ce qui lui permet de remporter la médaille de bronze au classement par équipes avec Carl Schutte, Albert Krushel et Walter Martin.

## Palmarès
- 1912
  -  Médaillé de bronze du classement par équipes aux Jeux olympiques de Stockholm (avec Carl Schutte, Albert Krushel et Walter Martin)